# Оппенхайм, Ласа Фрэнсис Лоурес
Ласа Фрэнсис Лоурес Оппенгейм (30 марта 1858, свободный город Франкфурт, Немецкий союз — 7 октября 1919) — известный немецкий правовед. Многими юристами считается отцом современной дисциплины международное право, которую в дальнейшем расширили Иосеф Раз и Проспер Вейл.
Из еврейской семьи, отец был торговцем лошадьми. Получил образование в университетах Берлина, Геттингена и Хайдельберг. В 1881 году получил степень доктора философии права в университете Геттингена. В 1883 году поступил в университет в Лейпциге, где стал учеником известного профессора уголовного права Карл Біндінга. В 1885 году завершил хабилитацию в Университете Фрайбурга и начал в нем преподавать уголовное право.
После переезда в 1895 году в Великобритании начал заниматься нормами международного права. Читал лекции в Лондонской школе экономики и в 1908 году стал профессором международного права в Кембриджском университете.

## Работы

### Книги и монографии
- Die Rechtsbeugungsverbrechen des Deutschen Reichsstrafgesetzbuches (1886)
- Die Nebenklage im deutschen Strafprozess (1889)
- Zur Lehre von der Untersuchungshaft (1889)
- Die Objekte des Verbrechens (1894)
- Das Gewissen (1898)
- International Law: volume I, Peace (1905; second edition, 1912), volume II, War and Neutrality, (1906; second edition, 1912)
- International Incidents (Cambridge University Press 1909); second edition, 1911)
- The Future of International Law (in German, 1912;  English, by Bate, 1914)
- The Panama Canal Conflict (Cambridge University Press 1913)
- The League of Nations and its Problems Collection of three lectures (Longmans, Green and Co. 1919)

### Другие работы
- The Science of International Law: Its Task and Method, American Journal of International Law, vol. ii, pp. 313–56 (1908)

### Под его редакцией
- The Collected Papers of John Westlake on Public International Law (Cambridge University Press 1914)
- Co-editor, Zeitschrift für Völkerrecht, Vols. i–viii (1906–14)
- Contributions to International Law and Diplomacy (Longmans, Green and Co.)